# Karta Rowerowa

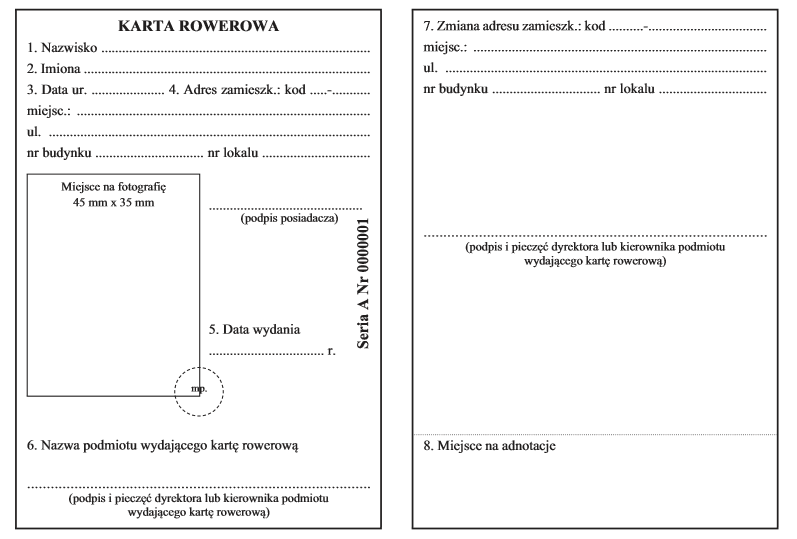
Eine Karta Rowerowa

Die Karta Rowerowa (polnisch für Fahrradkarte) ist in Polen eine Bescheinigung, die das erfolgreiche Absolvieren einer Fahrradprüfung bestätigt. Um auf öffentlichem Grund mit dem Fahrrad zu fahren, benötigen in Polen Kinder im Alter von 10 bis 18 Jahren eine solche Karte, alternativ einen gültigen Führerschein. Ohne eine solche Karte droht ihnen seit dem 1. Januar 2022 ein Ordnungsgeld von bis zu 200 Złoty oder bei einem Gerichtsurteil bis zu 1500 Złoty, die in der Praxis aber erst ab dem 17. Lebensjahr erhoben wird.
Eingeführt wurde die Karte 2011. Die Prüfung für die Karta Rowerowa kann man im Alter von 10 Jahren abschließen. Ausgestellt wird sie vom Grundschuldirektor, dem Direktor des Amts für Straßenverkehr der Wojewodschaft (wojewódzki ośrodek ruchu drogowego) oder einer Fahrschule.